# FC Horní Bludovice
FC Horní Bludovice (celým názvem: Fotbalový klub Horní Bludovice, zapsán jako: FC Horní Bludovice z.s.) je český fotbalový klub sídlící ve slezské obci Horní Bludovice v Moravskoslezském kraji, založen byl v roce 2003. Své domácí zápasy odehrává na Fotbalovém stadionu Horní Bludovice. Momentálně hraje Okresní přebor Karvinska (8. nejvyšší soutěž). Nejlepší úspěchem klubu byla účast dvě sezony v I. B třídě Moravskoslezského kraje (7. nejvyšší soutěž).

## Historické názvy
- 2003 – FC Horní Bludovice (Fotbalový klub Horní Bludovice, zapsaný spolek)

## Umístění v jednotlivých sezonách
Stručný přehled
- 2004–2006: Okresní přebor Karvinska
- 2006–2008: I. B třída Moravskoslezského kraje – sk. C
- 2008–: Okresní přebor Karvinska

Jednotlivé ročníky
Legenda: Z - zápasy, V - výhry, R - remízy, P - porážky, VG - vstřelené góly, OG - obdržené góly, +/- - rozdíl skóre, B - body, červené podbarvení - sestup, zelené podbarvení - postup, fialové podbarvení - reorganizace, změna skupiny či soutěže
| Česko (2004– ) |                                            |        |    |    |    |    |    |    |     |    |        |
| Sezóny         | Liga                                       | Úroveň | Z  | V  | R  | P  | VG | OG | +/- | B  | Pozice |
| 2004/05        | Okresní přebor Karvinska                   | 8      | 28 | 13 | 3  | 12 | 61 | 64 | -3  | 42 | 9.     |
| 2005/06        | Okresní přebor Karvinska                   | 8      | 26 | 21 | 1  | 4  | 74 | 28 | +46 | 64 | 1.     |
| 2006/07        | I. B třída Moravskoslezského kraje – sk. C | 7      | 26 | 9  | 3  | 14 | 41 | 50 | -9  | 30 | 10.    |
| 2007/08        | I. B třída Moravskoslezského kraje – sk. C | 7      | 24 | 4  | 3  | 17 | 44 | 84 | -40 | 15 | 13.    |
| 2008/09        | Okresní přebor Karvinska                   | 8      | 34 | 14 | 11 | 9  | 70 | 67 | +3  | 53 | 7.     |
| 2009/10        | Okresní přebor Karvinska                   | 8      | 22 | 13 | 1  | 8  | 51 | 42 | +9  | 40 | 3.     |
| 2010/11        | Okresní přebor Karvinska                   | 8      | 22 | 7  | 3  | 12 | 43 | 52 | -9  | 24 | 8.     |
| 2011/12        | Okresní přebor Karvinska                   | 8      | 22 | 9  | 4  | 9  | 40 | 50 | -10 | 31 | 5.     |
| 2012/13        | Okresní přebor Karvinska                   | 8      | 22 | 3  | 3  | 16 | 36 | 70 | -34 | 12 | 12.    |
| 2013/14        | Okresní přebor Karvinska                   | 8      | 14 | 2  | 3  | 9  | 23 | 47 | 9   | 9  | 7.     |
| 2014/15        | Okresní přebor Karvinska                   | 8      | 15 | 5  | 3  | 7  | 29 | 29 | 0   | 18 | 10.    |
| 2015/16        | Okresní přebor Karvinska                   | 8      | 28 | 12 | 3  | 13 | 59 | 52 | +7  | 39 | 8.     |
| 2016/17        | Okresní přebor Karvinska                   | 8      | 24 | 17 | 2  | 5  | 74 | 30 | +44 | 53 | 2.     |
| 2017/18        | Okresní přebor Karvinska                   | 8      | 22 | 15 | 3  | 4  | 88 | 36 | +52 | 48 | 2.     |
| 2018/19        | Okresní přebor Karvinska                   | 8      | 22 | 9  | 3  | 10 | 75 | 57 | +18 | 30 | 8.     |
| 2019/20        | Okresní přebor Karvinska                   | 8      | 10 | 4  | 0  | 6  | 13 | 30 | -17 | 12 | 7.     |
| 2020/21        | Okresní přebor Karvinska                   | 8      | 7  | 1  | 0  | 6  | 8  | 19 | -11 | 3  | 10.    |
| 2021/22        | Okresní přebor Karvinska                   | 8      | 20 | 9  | 2  | 9  | 48 | 32 | +16 | 29 | 7.     |
| 2022/23        | Okresní přebor Karvinska                   | 8      | 22 | 11 | 2  | 9  | 44 | 38 | +6  | 35 | 4.     |
| 2023/24        | Okresní přebor Karvinska                   | 8      | 24 | 8  | 2  | 14 | 40 | 60 | -20 | 26 | 9.     |
| 2024/25        | Okresní přebor Karvinska                   | 8      | 22 | 13 | 6  | 3  | 51 | 19 | +32 | 45 | 4.     |

Poznámky:
- 2019/20: Sezona nedohrána kvůli pandemii covidu-19.
- 2020/21: Sezona nedohrána kvůli pandemii covidu-19.